# Cantó de Saint-Jean-de-Daye
El cantó de Saint-Jean-de-Daye és un cantó francès del departament de la Manche, situat al districte de Saint-Lô. Té 12 municipis i el cap es Saint-Jean-de-Daye.

## Municipis
- Amigny
- Cavigny
- Les Champs-de-Losque
- Le Dézert
- Graignes-Mesnil-Angot
- Le Hommet-d'Arthenay
- Le Mesnil-Véneron
- Montmartin-en-Graignes
- Pont-Hébert
- Saint-Fromond
- Saint-Jean-de-Daye
- Tribehou

## Història
| Data d'elecció                           | Identitat             | Partit        | Qualitat |
| ---------------------------------------- | --------------------- | ------------- | -------- |
| 1945-1949                                | Édouard Lavieille     | Divers droite |          |
| 1950-1978                                | Antoine de Chocqueuse | Independent   |          |
| 1978-1985                                | Michel Vigot          | PS            |          |
| 1985-2004                                | Pierre Drion          | UDF           |          |
| 2004-                                    | Lucien Boëm           | PS            |          |
| les dades anteriors no són pas conegudes |                       |               |          |
|                                          |                       |               |          |

## Demografia
| A partir de 1990: Població sense dobles comptes |